# 下女 (1960年電影)
《下女》（韓語：하녀），是一部1960年上映的韓國電影，由韓國名導金綺泳执导 。
上映當時在明寶劇場（명보극장）上映，吸引了10萬觀眾，轟動一時，至今仍被公認為金綺泳的代表作。1997年，釜山國際電影節舉辦金綺泳的個人回顧展，使西方世界和韓國國內觀眾重新認識他的作品，《下女》獲得了影壇的重視。2008年，本片獲康城影展邀請參與經典電影單元重映。
本片於2010年被林常樹翻拍成同名作品，由全道嬿、李政宰及尹汝貞主演。

## 參展及獎項
- 1961年，第8屆亞太影展
- 1961年，第2屆韓國電影藝術獎（娛樂周刊，電影藝術公司主辦）- 最佳導演
- 1960年，韓國最佳電影獎（1961年12月由新聞部主辦）、最佳導演獎、最佳新人獎（李恩心）、最佳攝影、最佳藝術獎、最佳剪輯獎
- 2008年，康城影展經典電影單元

## 影響
2012年，奧斯卡最佳導演得主奉俊昊參加了當年的視覺與聲音劇院電影投票。每十年舉行一次，以選出有史以來最偉大的電影，當代導演被要求選出他們所選擇的十部最佳電影。奉將《下女》選為影史十大最偉大電影之一，並指出：「這些電影對我個人的電影觀產生了最大的影響」。2020年，奉俊昊於訪問指出，獲奧斯卡最佳電影的《寄生上流》是受到《下女》的深刻影響。
法國《電影筆記》前主編傅東(Jean-Michel Frodon)寫道，西方世界在《下女》面世40年後發現了它，是一種「奇妙的感覺——奇妙的不僅僅是因為人們發現編劇兼導演金綺泳是一位真正非凡的電影創作者，而是因為在他的電影中發現了一部完全不可預測的作品」。

## 修復版
2008年，韓國電影資料館（KOFA）與由馬丁·史柯西斯發起成立的世界電影基金會合作修復了《下女》，並由亞曼尼、卡地亞、卡塔爾航空和卡塔爾博物館管理局資助的額外修復。修復版本獲標準收藏（The Criterion Collection）發行藍光光碟，及在旗下的Criterion Channel播放。
韓國電影資料館於2009年6月發行了《下女》的數字修復 DVD。有韓語、英語、法語和日語字幕，以及影評人金英鎮和電影導演奉俊昊的語音解說。修復前後的視頻和圖像數據收集也作為補充包括在內。這本小冊子包含電影的基本信息，以及撰寫《傳奇的恥辱－電影導演金綺泳》的李妍鎬的評論，以及一篇關於數字修復的文章。
2010年6月3日韓國重新公映了數碼修復版本的《下女》。1960年上映時，未對未成年人開放，但重新公映時，收視率調整為15歲及以上。營銷和發行由Mirovision負責。

## 演員陣容
- 金振奎 飾 金東植
- 朱曾女 飾 金東植的妻子
- 李恩心 飾 下女明淑
- 嚴鶯蘭 飾 工廠女工趙慶熙
- 安聖基 飾 兒子金昌順

## 續作
這部電影是《下女三部曲》系列中的第一部。續集與姐妹作包括《火女》（1971年）、《蟲女》（1972年）和《火女82》（1982年）。劇情沒有大的改動，但分別改成了70年代和80年代。

## 外部連結
- NAVER電影（页面存档备份，存于）
- 韩国电影数据库（KMDb）上《下女》的資料